# Garra rufa
El pez doctor (Garra rufa) es una especie de peces de la familia de los Cyprinidae en el orden de los Cypriniformes.

## Morfología
Los machos pueden llegar alcanzar los 14 cm de longitud total.

## Hábitat
Ríos, lagos y cuerpos de agua menores de agua dulce subtropicales. Rango de temperatura entre 15 y 28 °C.

## Ictiología aplicada
Garra rufa se utiliza para tratamientos de ictioterapia para la realización de procesos de peeling natural. En peceras habilitadas a tal efecto, de aproximadamente 120 litros de agua y con grupos de peces de entre 100 y 200 individuos los pacientes introducen los pies (puede realizarse en cualquier parte del cuerpo pero son los pies la zona más habitualmente tratada) y los peces se encargan de succionar las pieles muertas. Normalmente se utilizan individuos pequeños de entre 2 y 5 centímetros de longitud que no muerden los pies, ya que carecen de dientes, simplemente succionan. Gracias al efecto mecánico de peeling, los Garra-rufa se usan en tratamientos curativos de la psoriasis. Los tratamientos oscilan entre los 24 y 48 horas, aunque para que sea más efectivo se calcula un tiempo mínimo de 20 minutos, mucha gente prefiere probar la sensación de cosquilleo que hacen estos peces, que se suaviza a medida que la piel se acostumbra con el paso de los minutos.
Estos peces se alimentan de la piel muerta pero también son alimentados por sus cuidadores a base de alimentos específicos. En general en las peceras se recircula el agua cada pocos minutos y existen en el circuito filtros que eliminan todas las impurezas que pudieran quedar, en resumen el proceso es higiénico y seguro. Además, se realizan labores de sustitución parcial del agua (aproximadamente un 15 %) a diario así como otros tratamientos específicos del agua.
En los países donde se encuentran los territorios de distribución natural son especie protegida y no se pueden capturar ni exportar. Los ejemplares utilizados para estas explotaciones estéticas proceden de cría en cautividad en piscifactorias de Tailandia y de Israel.
Existen "imitaciones" que hacen necesaria la confirmación de los certificados de procedencia de los peces. A veces el tratamiento se realiza con otras especies de pececillos parecidos al Garra-rufa, pero que no segregan ninguna enzima, sólo 'muerden' las pieles y pueden llegar a ser perjudiciales, porque son especies que sí llegan a desarrollar dientes y pueden arañar la piel.
Existen informes sobre infecciones contraídas luego de realizado el tratamiento estético, como el de la joven australiana Victoria Curthoys, de 29 años de edad, oriunda la ciudad de Perth, a quien hubo de amputársele todos los dedos del pie derecho, luego de haberse realizado dicho tratamiento en Tailandia.